# Liste des communes de la province d'Orense
Liste des 92 communes de la province d'Ourense en Galice (Espagne) :

Carte des communes de la province d'Ourense

## Liste
| Nom officiel             | Nom en castillan          | Population (2002) | Population (2005) |
| ------------------------ | ------------------------- | ----------------- | ----------------- |
| Allariz                  | Allariz                   | 5 151             | 5 119             |
| Amoeiro                  | Amoeiro                   | 2 330             | 2 356             |
| A Arnoia                 | Arnoya                    | 1 255             | 1 220             |
| Avión                    | Avión                     | 2 822             | 2 780             |
| Baltar                   | Baltar                    | 1 236             | 1 177             |
| Bande                    | Bande                     | 2 444             | 2 285             |
| Baños de Molgas          | Baños de Molgas           | 2 157             | 2 014             |
| Barbadás                 | Barbadás                  | 6 908             | 7 939             |
| O Barco de Valdeorras    | El Barco de Valdeorras    | 13 295            | 13 700            |
| Beade                    | Beade                     | 607               | 559               |
| Beariz                   | Beariz                    | 1 503             | 1 397             |
| Os Blancos               | Blancos                   | 1 213             | 1 104             |
| Boborás                  | Boborás                   | 3 335             | 3 200             |
| A Bola                   | La Bola                   | 1 542             | 1 525             |
| O Bolo                   | El Bollo                  | 1 345             | 1 246             |
| Calvos de Randín         | Calvos de Randín          | 1 246             | 1 195             |
| Carballeda de Avia       | Carballeda de Avia        | 1 600             | 1 591             |
| Carballeda de Valdeorras | Carballeda de Valdeorras  | 2 212             | 2 041             |
| O Carballiño             | Carballino                | 12 733            | 13 465            |
| Cartelle                 | Cartelle                  | 3 773             | 3 552             |
| Castrelo de Miño         | Castrelo de Miño          | 2 095             | 2 036             |
| Castrelo do Val          | Castrelo del Valle        | 1 298             | 1 247             |
| Castro Caldelas          | Castro Caldelas           | 1 895             | 1 769             |
| Celanova                 | Celanova                  | 6 012             | 6 150             |
| Cenlle                   | Cenlle                    | 1 642             | 1 560             |
| Coles                    | Coles                     | 3 206             | 3 263             |
| Cortegada                | Cortegada                 | 1 467             | 1 401             |
| Cualedro                 | Cualedro                  | 2 405             | 2 234             |
| Chandrexa de Queixa      | Chandreja de Queija       | 865               | 807               |
| Entrimo                  | Entrimo                   | 1 424             | 1 377             |
| Esgos                    | Esgos                     | 1 304             | 1 312             |
| Xinzo de Limia           | Ginzo de Limia            | 9 842             | 9 930             |
| Gomesende                | Gomesende                 | 1 137             | 1 101             |
| A Gudiña                 | La Gudiña                 | 1 657             | 1 623             |
| O Irixo                  | Irijo                     | 2 133             | 2 014             |
| Xunqueira de Ambía       | Junquera de Ambía         | 2 032             | 1 901             |
| Xunqueira de Espadanedo  | Junquera de Espadañedo    | 1 087             | 1 017             |
| Larouco                  | Laroco                    | 584               | 569               |
| Laza                     | Laza                      | 1 927             | 1 762             |
| Leiro                    | Leiro                     | 2 005             | 1 931             |
| Lobeira                  | Lobera                    | 1 247             | 1 160             |
| Lobios                   | Lovios                    | 2 670             | 2 420             |
| Maceda                   | Maceda                    | 4 974             | 5 118             |
| Manzaneda                | Manzaneda                 | 1 204             | 1 113             |
| Maside                   | Maside                    | 3 206             | 3 077             |
| Melón                    | Melón                     | 1 533             | 1 582             |
| A Merca                  | La Merca                  | 2 404             | 2 312             |
| A Mezquita               | La Mezquita               | 1 510             | 1 387             |
| Montederramo             | Montederramo              | 1 221             | 1 137             |
| Monterrei                | Monterrey                 | 3 364             | 3 128             |
| Muíños                   | Muíños                    | 2 014             | 2 003             |
| Nogueira de Ramuín       | Nogueira de Ramuín        | 2 566             | 2 551             |
| Oímbra                   | Oímbra                    | 2 015             | 1 963             |
| Ourense                  | Orense                    | 109 011           | 113 358           |
| Paderne de Allariz       | Paderne de Allariz        | 1 674             | 1 619             |
| Padrenda                 | Padrenda                  | 2 629             | 2 474             |
| Parada de Sil            | Parada de Sil             | 858               | 761               |
| O Pereiro de Aguiar      | Pereiro de Aguiar         | 5 327             | 5 487             |
| A Peroxa                 | La Peroja                 | 2 561             | 2 438             |
| Petín                    | Petín                     | 1 125             | 1 088             |
| Piñor                    | Piñor                     | 1 560             | 1 476             |
| Porqueira                | Porquera                  | 1 168             | 1 102             |
| A Pobra de Trives        | Puebla de Trives          | 2 807             | 2 686             |
| Pontedeva                | Puentedeva                | 684               | 626               |
| Punxín                   | Pungín                    | 974               | 942               |
| Quintela de Leirado      | Quintela de Leirado       | 907               | 814               |
| Rairiz de Veiga          | Rairiz de Veiga           | 1 834             | 1 780             |
| Ramirás                  | Ramiranes                 | 2 079             | 2 054             |
| Ribadavia                | Ribadavia                 | 5 447             | 5 494             |
| Riós                     | Riós                      | 2 132             | 2 088             |
| A Rúa                    | La Rúa                    | 5 139             | 4 996             |
| Rubiá                    | Rubiana                   | 1 767             | 1 663             |
| San Amaro                | San Amaro                 | 1 462             | 1 355             |
| San Cibrao das Viñas     | San Ciprián de Viñas      | 3 691             | 3 973             |
| San Cristovo de Cea      | San Cristóbal de Cea      | 3 144             | 2 926             |
| San Xoán de Río          | San Juan del Río          | 949               | 867               |
| Sandiás                  | Sandianes                 | 1 665             | 1 554             |
| Sarreaus                 | Sarreaus                  | 1 876             | 1 800             |
| Taboadela                | Taboadela                 | 1 744             | 1 690             |
| A Teixeira               | La Teijeira               | 569               | 536               |
| Toén                     | Toén                      | 2 578             | 2 594             |
| Trasmiras                | Trasmiras                 | 1 880             | 1 778             |
| A Veiga                  | La Vega                   | 1 387             | 1 273             |
| Verea                    | Verea                     | 1 450             | 1 355             |
| Verín                    | Verín                     | 13 475            | 13 706            |
| Viana do Bolo            | Viana del Bollo           | 3 826             | 3 575             |
| Vilamarín                | Villamarín                | 2 253             | 2 321             |
| Vilamartín de Valdeorras | Villamartín de Valdeorras | 2 467             | 2 408             |
| Vilar de Barrio          | Villar de Barrio          | 2 023             | 1 835             |
| Vilar de Santos          | Villar de Santos          | 1 001             | 1 011             |
| Vilardevós               | Villardevós               | 2 823             | 2 569             |
| Vilariño de Conso        | Villarino de Conso        | 798               | 731               |